# Girls! Girls! Girls!
Girls! Girls! Girls is een Amerikaanse muziekfilm in kleur uit 1962, met Elvis Presley in de hoofdrol. Het is de tweede van drie films van Presley die op Hawaii speelt. De film kon het success van het eerdere Blue Hawaii niet evenaren.
Regie is van Norman Taurog.

## Verhaal
Ross Carpenter leeft op Hawaï en werkt voor een kleine ondernemer die boten exploiteert, maar er mee op moet houden. Hij wil een zeilboot kopen die hij nog samen heeft gebouwd met zijn vader. Op liefdesvlak moet hij kiezen tussen de ongevoelige clubzangeres Robin Gantner en de zachtaardige Laurel Dodge.

## Rolverdeling
| Acteur         | Personage          |
| -------------- | ------------------ |
| Elvis Presley  | Ross Carpenter     |
| Stella Stevens | Robin Gantner      |
| Jeremy Slate   | Wesley Johnson     |
| Laurel Goodwin | Laurel Dodge       |
| Benson Fong    | Kin Yung           |
| Robert Strauss | Sam                |
| Guy Lee        | Chen Yung          |
| Frank Puglia   | Papa Stavros       |
| Lili Valenty   | Mama Stavros       |
| Beulah Quo     | Mevrouw Yung       |
| Ginny Tiu      | Mai Ling           |
| Elizabeth Tiu  | Tai Ling           |
| Alexander Tiu  | Broer van Tai Ling |